# Phaio quadriguttata
Phaio quadriguttata là một loài bướm đêm thuộc phân họ Arctiinae, họ Erebidae.